# Королёв, Алексей Николаевич
Алексе́й Никола́евич Королёв (31 мая 1882, Вологда, Российская империя ― 6 января 1970, Горький, РСФСР, СССР) ― русский советский деятель здравоохранения, врач-хирург, врач-гинеколог, кандидат медицинских наук, доцент. Главный врач Нижегородского туберкулёзного диспансера (1923―1925), заместитель главного врача родильного дома № 1 Советского района (г. Горький) (1925―1949). Преподаватель Нижегородского университета, доцент кафедры акушерства и гинекологии Горьковского медицинского института имени С. М. Кирова (1949―1970). Заслуженный врач РСФСР (1958). Участник Первой мировой войны и Гражданской войны в России.

## Биография
Родился 31 мая 1882 года в Вологде в мещанской семье мелкого торговца посудой.
Окончил Вологодскую гимназию. В 1910 году с отличием окончил медицинский факультет Казанского университета, получив степень лекаря.
С 1908 года начал работать врачом на речных пароходах.
С 1910 года ― земский врач в Юринской вотчине Шереметева в селе Юрино Васильсурского уезда Нижегородской губернии (ныне — с. Юрино Республики Марий Эл).

Участник Первой мировой войны в России: врач в госпиталях Юго-Западного фронта. О своей службе писал так:
«С 28 июля по май 1916 года был старшим ординатором в военном госпитале, где заведовал хирургическим отделением, производил все костные операции, уклоняясь от большой хирургии, не считая себя специалистом. С мая 1916 по май 1917 года (госпиталь был превращен в заразный госпиталь) работал старшим ординатором и заведовал заразным бараком и офицерским отделением. С мая 1917 года был врачом для поручений в 9 головном эвакуационном пункте. С 9-го сентября был переведен на должность помощника делопроизводителя из врачей врачебно-гигиенического отдела Управления санитарной части Юго-Западного фронта. 3-го февраля был назначен делопроизводителем из врачей».
С семьёй часто переезжал с места на место: Владимир-Волынский, Чернигов, Житомир, Киев и другие города В 1918 году был демобилизован и вернулся в с. Юрино.
В годы Гражданской войны в России, работая врачом в войсках Красной Армии, объездил всю среднюю полосу России.
С 1923 года работал в Н. Новгороде: стал главным врачом Нижегородского туберкулёзного диспансера, затем, спустя некоторое время стал работать в родильном доме № 1, в котором проработал вплоть до выхода на пенсию и прошёл путь от помощника старшего ординатора до главного врача по лечебной части.
В 1925 году был командирован в Институт акушерства и гинекологии (г. Ленинград), где под руководством профессора Л. И. Бубличенко пять месяцев практиковался в отделении послеродовых заболеваний.
Практическую работу сочетал с педагогической: преподавал в различных медицинских учебных заведениях Нижнего Новгорода: в медицинском техникуме, на медицинском факультете Нижегородского университета, был инструктором акушерско-гинекологического сектора Горьковского краевого института охраны материнства и младенчества. С 1949 года ― ассистент, доцент кафедры акушерства и гинекологии Горьковского медицинского института имени С. М. Кирова.
Женат, супруга ― провизор, заведующая аптекой В. М. Баркова, сын — Герой Социалистического Труда, известный врач, академик РАМН Б. А. Королёв, дочь ― Ольга.
Скончался 6 января 1970 года в Нижнем Новгороде, похоронен на Бугровском кладбище.

## Научная деятельность
Будучи земским врачом, внёс весомый вклад в развитие Юринской больницы: его стараниями было увеличено количество коек в Юринской больнице, в 1919 году открыта народная аптека.
Активно занимаясь вопросами акушерства и гинекологии, в 1930-е годы был участником научно-медицинских экспедиций в Марийскую автономную область, где занимался обследованием населения Мари-Турекского, Моркинского и Сернурского районов. По итогам статья «Марийки-колхозницы Моркинского и Мари-Турекского районов с точки зрения их материнства и половой заболеваемости» была опубликована в «Горьковском медицинском журнале» в 1934 году.
В 1946 году защитил кандидатскую диссертацию «Роды при тазовом пролежании» по материалам Марийского края. Является автором 19 научных публикаций.
За заслуги в области здравоохранения в 1958 году ему присвоено почётное звание «Заслуженный врач РСФСР». Награждён медалями, в том числе медалью «За трудовое отличие».

## Звания и награды
- Заслуженный врач РСФСР (1958)[3]
- Знак «Отличник здравоохранения СССР»[6]
- Медаль «За трудовое отличие»[6]
- Медаль «За доблестный труд в Великой Отечественной войне 1941—1945 гг.»[6]